# Esecuzione in via Powązkowska
Esecuzione in via Powązkowska fu un omicidio in massa di 22 abitanti di Powązki, zona di Varsavia, commesso dai tedeschi il 1º agosto 1944. Esecuzione, le cui vittime furono gli uomini della casa in via Powązkowska 41, fu uno dei primi crimini tedeschi nel periodo del soffocamento della rivolta di Varsavia.

## Preludio
Il 1º agosto 1944 la zona Powązki, come il resto di Varsavia, divenne un luogo dell’attività degli insorti. Il Raggruppamento dell'AK Żyrafa (il nome del gruppo in italiano: "Giraffa"), di quasi 120 soldati, cercava di attaccare il Forte di Bem (cosiddetto Pionierpark) presidiato dai tedeschi. L'assalto polacco fallì sotto il fuoco delle mitragliatrici dei tedeschi, i quali si trovavano nell’area del cimitero militare vicino. Una parte del raggruppamento (divisione del capitano detto "Sławomir") venne costretta a imboscarsi a Powązki e nel villaggio Chomiczówka.

## Svolgimento dell’esecuzione
Respinto l'attacco polacco, i tedeschi decisero di vendicarsi sulla popolazione civile. Verso le 18 i soldati nazisti della guarnigione del Forte di Bem circondarono la casa in via Powązkowska 41, dalla quale due ore prima gli insorti avevano sparato ai tedeschi che si trovavano in un edificio di fronte (per cui erano stati uccisi uno degli ufficiali e uno dei soldato tedeschi). Gli abitanti della casa non presero parte all'azione dei rivoltosi; in più, furono sorpresi dallo scoppio dell'insurrezione. Nonostante ciò i tedeschi espulsero tutti i civili dalla casa, li spinsero verso il forte, dove li divisero in due gruppi: un gruppo delle donne insieme ai bambini e l'altro degli uomini.
Qualche ora più tardi un ufficiale nazista informò i trattenuti che in conseguenza della sparatoria dalla loro casa due tedeschi erano stati ammazzati nonché uno era ferito, e si rivolse alle donne con bambini: «i vostri padri e fratelli banditi hanno ucciso un ufficiale e un soldato tedeschi e per questo verranno fucilati.» Alla fine ordinò che le donne e bambini rimassero sul posto come ostaggi e aggiunse che sarebbero stati fucilati pure loro se gli insorti condannati a morte avessero fatto resistenza o avessero provato a fuggire.
Subito dopo questo discorso, verso le 10:30 di sera, i soldati tedeschi portarono gli uomini a una palude presso Strada Maestra Powązkowska, nella vicinanza del Forte di Bem e della chiesa di san Giosafat. Due dei tedeschi scelsero sul posto le persone, una alla volta, che vennero poi spostate di 10-20 metri e ammazzate con uno sparo alla parte posteriore della testa. Tutti che davano ancora segni di vita ottennero il colpo di grazia. Finita l’esecuzione, i tedeschi tornarono al Forte di Bem. Due uomini polacchi riuscirono a sopravvivere il massacro, questi furono Władysław Bombel e Stefan Mielczarek (tutti e due riportarono delle ferite).
Secondo le fonti, quella notte vennero uccisi 21 abitanti della casa in via Powązkowska 41 (dai 18 ai 65 anni). Sul monumento eretto dopo la guerra nel posto della strage ci sono però cognomi di 22 vittime.

## Commemorazione
Nel 1960 fu messa nel posto del crimine una croce di metallo che aveva una targa con i cognomi delle vittime. Nel 2011 il luogo di commemorazione fu rinnovato a fondo. Al posto della croce si costruì un monumento interamente nuovo di 200 cm di altezza e 170 cm di larghezza. L'elemento centrale del monumento è una lapide di pietra con cognomi degli uccisi.